# Cultura del Cementeri H

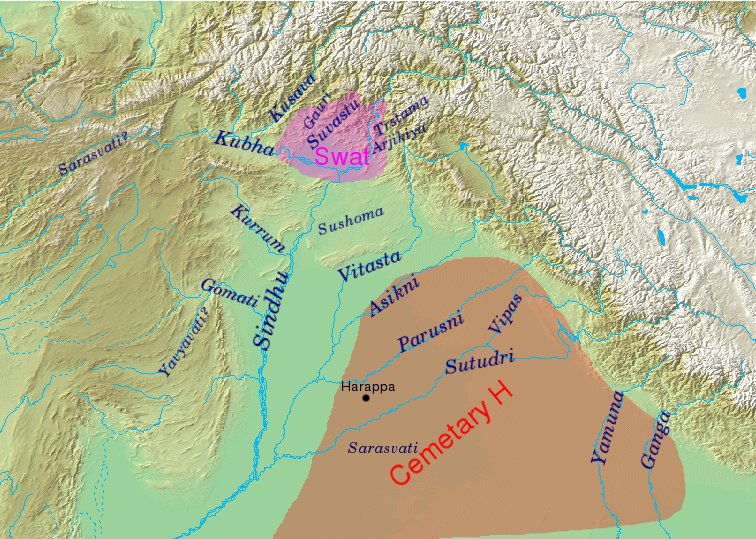
Mapa de la zona ocupada per la cultura del cementiri H (entre el 1900 i el 1300 aC) i per la cultura Swāt (entre el 1600 i el 500 aC) a l'època vèdica; la ciutat de Harappa (mostrada al centre inferior de la figura) va ser abandonada el 1700 aC

La cultura del Cementeri H es concentrà a la part nord de la cultura de la vall de l'Indus i al voltant de l'actual zona de Panjab (a Pakistan) entre l'any 1900 i el 1300 aC.
Fou nomenada així després de trobar restes arqueològiques que es diferenciaven de la cultura de l'Indus al "cementeri de l'àrea H" (al jaciment arqueològic de la ciutat d'Harappa).
La cultura del Cementeri H forma part de la fase de Panjab, una de tres fases culturals de l'era de la tradició de la vall de l'Indus.

## Característiques
Les característiques que distingeixen a aquesta cultura són:
- L'ús de la cremació de les restes humanes (com es feia en l'època védica, segons els texts hinduistes). Els ossos cremats s'enterraven en urnes de ceràmica pintada. Això és totalment diferent a la cultura de la vall de l'Indus, en què els cossos s'enterraven complets en taüts de fusta. Aquests "soterraments complets en urnes" i els "enterraments de cendres i ossos" (postcremació) foren quasi contemporanis.[2]
- Ceràmica d'argila rogenca pintada de negre, amb adorns d'antílops, paons, etc., del sol o d'estels, amb diversos tractaments de la superfície.
- Extensió d'establiments a la zona est.
- L'arròs esdevé un conreu principal.
- Ús continuat de la tova per a la construcció d'edificis.

Les restes humanes trobades en la cultura del Cementeri H també mostren clares afinitats biològiques amb la població anterior d'Harappa, i això fa pensar que en són els continuadors.
L'arqueòleg Kenoyer observà que aquesta cultura “pot reflectir solament un canvi en el focus de l'organització dels establiments pertanyents a la fase anterior d'Harappa i no la discontinuïtat cultural, el decaïment urbà, els invasors estrangers, o l'abandó del lloc, que s'ha suggerit en el passat” (Kenoyer, 1991:56).
Les restes d'aquesta cultura s'han datat entre els anys 1900 i el 1300 ae.
Alguns escriptors creuen que aquesta cultura i la de Gandhara foren els dos nuclis dels inicis de la civilització vèdica en l'edat del ferro de l'Índia.